# Limenitis sydyi
Limenitis sydyi is een vlinder uit de onderfamilie Limenitidinae van de familie Nymphalidae. De wetenschappelijke naam van de soort is voor het eerst geldig gepubliceerd in 1853 door Julius Lederer.